# JK Nõmme Kalju
A Mittetulundusühing Jalgpalliklubi Nõmme Kalju, rövidebben: JK Nõmme Kalju egy észt labdarúgócsapat. Székhelye Tallinnban található. A csapat a Meistriliigában szerepel, hazai meccseit a Hiiu Staadionban játssza.

## Története
A Nõmme Sports Club Kalju 1922 decemberében alakult meg, majd egy év múlva Nõmme Kalju néven szerepeltek tovább. Sikeres éveket töltöttek el az élvonalban, de végül megszűntek.
A csapat 1997-ben alakult újjá a Tallinna Jalgpallikoolból és a Õhtulehe Noorte Jalgpalliklubiból. Nyolc évet töltöttek a negyedosztályban, majd osztályozóval feljutottak a harmadik vonalba. 2005-ben megnyerték a harmadosztályt és feljutottak az Esiliigába, azaz a másodosztályba. Mindössze egy szezon után a Meistriliigába kerültek. A csapat irányítását Fredo Getulio vette át, aki az U17-es brazil válogatottnál is dolgozott.
2007-ben hatodikként zárt a Kalju, a következő idényre való felkészülés során 16 új játékos érkezett a keretbe. Az erősítésekkel egy helyet tudtak javítani. 2009-ben mindössze egy ponttal maradtak le a harmadik helyről.

## Stadion
A Kalju a Hiiu Staadionban játssza hazai mérkőzéseit. A stadion mindössze 500 férőhelyes, de 2008. október 25-én, egy Levadia Tallinn elleni meccsen 800-an zsúfolódtak össze benne. A létesítmény Tallinn önkormányzatának birtokában van.

## Korábbi híres játékosok
- Risto Kallaste
- Toomas Kallaste
- Andrei Krasnopjorov
- Toomas Krõm
- Mati Lember
- Joel Lindpere
- Martin Maasing
- Indro Olumets
- Igor Prins
- Aleksander Saharov
- Dona
- Richard Barnwell

## Bajnoki cím
- Meistriliiga (2): 2012, 2018

### Kupagyőzelem
- Észt Kupa (1): 2014–15

## Külső hivatkozások
- A Nõmme Kalju hivatalos honlapja